# Стрела (7-й сезон)
Премьера седьмого сезона американского драматического телесериала «Стрела» состоялась на канале The CW 15 октября 2018 года в 20:00 (по Североамериканскому восточному времени). Шоу было основано на комиксах издательства DC Comics о приключениях супергероя Зелёной стрелы, борца с преступностью, созданного Мортом Вайсингером и Джорджем Паппом. Шоураннерами сезона были выбраны Грег Берланти, Марк Гуггенхайм и Эндрю Крайсберг.

## О сериале
«Стрела́» (англ. Arrow) — американский приключенческо-супергеройский телесериал с элементами драмы, созданный Грегом Берланти, Марком Гуггенхаймом и Эндрю Крайсбергом. Сериал представляет собой совершенно новый взгляд на персонажа Зелёную стрелу, а также других персонажей комиксов издательства DC Comics. Несмотря на то, что в основном актёрском составе другого сериала канала The CW, «Тайны Смолвилля», уже появлялся похожий персонаж, создатели решили перезапустить историю с нуля, поэтому пригласили на главную роль другого актёра (Стивена Амелла). Они также сделали акцент на том, как повлияла на личность Оливера жизнь на острове. Практически в каждой серии имеются флэшбеки, в которых рассказывается о событиях тех пяти лет, в течение которых главный герой считался погибшим. В основном в центре сюжета находится бывший плейбой-миллиардер Оливер Куин, который, пробыв пять лет на острове, вернулся, чтобы стать мстителем в маске, борющимся с преступностью в своём родном городе при помощи лука и стрел.
11 мая 2012 года телеканал The CW заказал пилотный эпизод, премьера которого состоялась 10 октября 2012 года. 22 октября телеканал продлил «Стрелу» на полный сезон, состоящий из 23 эпизодов. В 2017 году планируется производство уже шестого сезона сериала. «Стрела» является первым телесериалом, который впоследствии стал частью единой телевизионной вселенной, наиболее известной как Вселенная Стрелы. Также частью Вселенной Стрелы являются «Флэш», «Легенды завтрашнего дня», «Виксен» и другие.

## В ролях

### Основной состав
- Стивен Амелл в роли Оливера Куина / Зелёной стрелы
- Кэти Кэссиди в роли Лорел Лэнс / Чёрной сирены
- Дэвид Рэмси в роли Джона Диггла
- Эмили Бетт Рикардс в роли Фелисити Смоук[англ.]
- Эчо Келлум в роли Кёртиса Холта / Мистера Террифика
- Рик Гонсалес в роли Рене Рамиреса / Дикого пса
- Джулиана Харкави в роли Дайны Дрейк / Чёрной канарейки

### Гости
- Колин Доннел в роли Томми Мерлина

### Повторяющиеся персонажи
- Колтон Хэйнс в роли Роя Харпера / Арсенала
- Кейти Лотц в роли Сары Лэнс
- Катрина Ло в роли Ниссы аль Гул

## Эпизоды
| № общий | № в сезоне | Название                                             | Режиссёр           | Автор сценария                                                       | Дата премьеры   | Произв. код | Зрители в США (млн) |
| --- | ---------- | ---------------------------------------------------- | ------------------ | -------------------------------------------------------------------- | --------------- | ----------- | ------------------- |
| 139 | 1          | «Inmate 4587» «Заключённый 4587»                     | Джеймс Бэмфорд     | Бет Шварц и Оскар Бальдеррама                                        | 15 октября 2018 | T27.13651   | 11,43               |
| Пять месяцев спустя Оливер пытается вести себя как примерный заключённый в надежде на досрочное освобождение. Этому препятствуют другие заключённые, пытающиеся втянуть его в свою аферу, а также люди Диаса. Тем временем Фелисити и Уильям находятся в программе по защите свидетелей, а А.Р.Г.У.С. продолжает поиски Диаса. Новый линчеватель в костюме Зелёной Стрелы появляется в Стар-Сити. Он охотится на дельцов оружием и других преступников. Неизвестный лучник также забирает деньги у этих преступников, затем раздаёт их бедным. Хотя Рене не знает, кто скрывается под капюшоном, но он решает довериться линчевателю и даже помогает ему избежать ареста. Тем временем Дайна намерена арестовать лучника, так как пытается убедить граждан города вновь доверять полиции. Диас выслеживает Фелисити и Уильяма, однако их спасают сотрудники А.Р.Г.У.С. Фелисити отправляет Уильяма в школу-интернат, а сама решает помогать в борьбе с Диасом. Оливер решает, что больше терпеть не собирается, и избивает человека, подосланного Диасом. Во флэшфорварде 20 лет спустя повзрослевший Уильям отправляется на Лиань Ю, чтобы разыскать Роя Харпера, так как ему нужна его помощь. |            |                                                      |                    |                                                                      |                 |             |                     |
| 140 | 2          | «The Longbow Hunters» «Охотники-Лучники»             | Лора Белси         | Джилл Бланкеншип и Ребекка Белотто                                   | 22 октября 2018 | T27.13652   | 10,18               |
| В город прибывают Лучники, и Команда Стрелы совместно с А.Р.Г.У.С. пытается не позволить им заполучить сверхмощное оружие. Фелисити и Диггл спорят о приоритетах, связанных с Диасом. В конце концов, Фелисити предлагает сотрудничество агенту Уотсон. Тем временем Лорел и Дайне приходится на время отложить вражду, а Оливер пытается избавиться от охранника, чтобы получить информацию о Диасе от Кирпича. Во флэшфорвардах Уильям и Рой обнаруживают записку внутри лука Оливера и отправляются в Стар-Сити. |            |                                                      |                    |                                                                      |                 |             |                     |
| 141 | 3          | «Crossing Lines» «Пересекая черту»                   | Гордон Верхойл     | Сюжет : Элизабет Ким Телесценарий : Онали Хантер Хьюз и Сара Таркофф | 29 октября 2018 | T27.13653   | 11,65               |
| Оливер требует, чтобы Кирпич выполнил свою часть сделки. Тот рассказывает, что человеком Диаса в тюрьме является заключённый по кличке Демон. Кирпич якобы назначает встречу Оливера и Демона, но это оказывается засадой. Победив людей, посланных его убить, Оливер узнаёт от Кирпича, что Демон находится на втором уровне, где сидят худшие из худших. Оливер нападает на охрану, чтобы его тоже туда перевели. Тем временем Фелисити устраивает ловушку для Диаса и Охотников в здании ЦКЗ, вместе с агентом Уотсон, Рене и Дайной. План проваливается, и агента Уотсон переводят в Вашингтон, однако Рене и Фелисити удаётся поймать Глушителя — одного из Лучников. Во время задания в Цюрихе, Джон узнаёт, что Лайла расследует одно дело тайно от него и А.Р.Г.У.С. |            |                                                      |                    |                                                                      |                 |             |                     |
| 142 | 4          | «Level Two» «Второй уровень»                         | Бен Брэй           | Эмилио Ортега Олдрич и Тоня Конг                                     | 5 ноября 2018   | T27.13654   | 11,08               |
| В тюрьме Оливера подвергают психологическим пыткам, а также пыткам с помощью наркотиков и электрических устройств с целью «перепрограммировать» его мозг. В Стар-Сити Дайна арестовывает Рене, когда она узнаёт, что он оказывает поддержку новой Зелёной Стреле, но когда линчеватель спасает жизнь Зои, она начинает доверять ему. Работая вместе, Дайна, Рене и линчеватель захватывают поджигателей. В то же время, Фелисити заручается помощью Лорел, чтобы устроить пытки Глушителя для получения информации о Диасе, но безрезультатно. Фелисити позволяет ей сбежать, надеясь, что она приведёт их к Диасу, оставив «жучок» у неё на поясе. Во флэшфорвардах Уильям и Рой приезжают в Стар-Сити, в этот момент координаты меняются, они идут по ним и приходят к тому, что осталось от Смоук Индастриз. Уильям решает головоломку и находит кубик Рубика; на него и Роя нападают полицейские, но их спасает Дайна, которая ведёт их в безопасное место, где они встречают взрослую Зои. После того, как Уильям решает вторую головоломку, Дайна сообщает, что Фелисити мертва. |            |                                                      |                    |                                                                      |                 |             |                     |
| 143 | 5          | «The Demon» «Демон»                                  | Марк Бантинг       | Бенджамин Рааб и Дерик Хьюз                                          | 12 ноября 2018  | T27.13655   | 11,26               |
| После того, как, казалось бы, Оливер был сломлен, его выпускают на второй уровень, секретное учреждение под тюрьмой Слэбсайд, где заключённые содержатся в нечеловеческих условиях и часто подвергаются экспериментам. Он обнаруживает, что Талия Аль Гул — это Демон. Он неохотно объединяется с ней, чтобы спланировать побег, однако в итоге решает не убегать сам, потому что не хочет провести остаток своей жизни в бегах. Собрав доказательства о том, что происходило на втором уровне, он просит Талию передать их Фелисити, что та и делает. Это приводит к закрытию объекта и переводу Оливера на первый уровень. Тем временем Кёртис возвращается на совместную работу «в поле» с Дигглом и помогает захватить международного террориста. Лорел планирует использовать доказательства, собранные Оливером, чтобы ходатайствовать об его освобождении. |            |                                                      |                    |                                                                      |                 |             |                     |
| 144 | 6          | «Due Process» «Надлежащая правовая процедура»        | Кристин Уинделл    | Сара Таркофф и Тоня Конг                                             | 19 ноября 2018  | T27.13656   | 11,03               |
| Диас убивает членов Братвы и пытает Анатолия, чтобы связаться с одним из его бывших сослуживцев по КГБ. Команда Стрелы спасает Анатолия и обнаруживает, что Диас планирует сровнять Стар-Сити с землёй при помощи взрывчатки, полученной от бывшего сослуживца Анатолия. Команда Стрелы срывает план и наконец захватывает Диаса при помощи новой Зелёной Стрелы. Тем временем в тюрьме Слэбсайд Стэнли обвиняют в убийстве охранника, но он заявляет о своей невиновности. Оливер находит нож, использовавшийся для убийства, а на нём — отпечатки пальцев Бена Тёрнера. Освобождённый из одиночного заключения, Стэнли благодарит Оливера, но случайно проговаривается, что знал, что нож принадлежит Тёрнеру — эту информацию он никак не мог получить в заключении. В полиции Стар-Сити Лорел организует сделку, в рамках которой Оливер выйдет из тюрьмы в обмен на помощь ФБР в их деле против Диаса. Во флэшфорвардах Уильям и Рой узнают, что перед смертью Фелисити стала преступницей, взяв себе прозвище своего отца — Калькулятор. Они вместе с Дайной и Зои находят планы Фелисити по уничтожению Стар-Сити. |            |                                                      |                    |                                                                      |                 |             |                     |
| 145 | 7          | «The Slabside Redemption» «Освобождение из Слэбсайд» | Джеймс Бэмфорд     | Джилл Бланкеншип и Ребекка Белотто                                   | 26 ноября 2018  | T27.13657   | 12,31               |
| Оливер узнаёт, что его выпустят из тюрьмы. Он вступает в конфликт со Стэнли, обвиняя его в том, что тот подставил Тёрнера в убийстве охранника, а затем навещает Тёрнера и обещает помочь ему, когда выйдет из тюрьмы. Диаса привозят в тюрьму Слэбсайд на автозаке, но он подкупает охранника, чтобы тот освободил его, а затем навещает Оливера, угрожая убить его и его семью. После того, как охранники отказываются воспринимать его предупреждения о Диасе всерьёз, Оливер выходит из своей камеры и сбегает с первого уровня, чтобы связаться с Командой Стрелы. Диас отключает связь из тюрьмы, не позволяя Оливеру получить помощь извне, и освобождает всех заключённых. Начинаются беспорядки. Тёрнер дерётся с Кирпичом и Дереком Сэмпсоном, и помогает Оливеру добраться до финального поединка с Диасом. Сэмпсон погибает в огне. Во время боя Оливер бросает Диаса в свою камеру и запирает его в ней. Стэнли убивает Кирпича и сбегает из тюрьмы. Оливера наконец освобождают из тюрьмы, и он воссоединяется с Фелисити и Джоном. |            |                                                      |                    |                                                                      |                 |             |                     |
| 146 | 8          | «Unmasked» «Избавление от маски»                     | Александра Ля Роше | Оскар Бальдеррама и Бет Шварц                                        | 3 декабря 2018  | T27.13658   | 11,79               |
| Освободившись из тюрьмы, Оливер пытается приспособиться к жизни на свободе. Когда происходит убийство на вечеринке в честь Оливера, то подозреваемым становится новая Зелёная стрела, и Оливер, Дайна и Рене собираются доказать невиновность линчевателя. Тем временем Оливер и Фелисити изо всех сил пытаются приспособиться к тем изменениям, которые произошли в жизни каждого из них за время заключения Оливера. После помощи Оливера в аресте Макса Фуллера за организацию убийств Сэма Хатчинсона и Клейтона Форда при помощи наёмного убийцы Фрэнка Кэссиди, Дайна уполномочивает Оливера работать с полицией Стар-Сити в качестве специального консультанта, чтобы обойти Закон о линчевателях, к большому раздражению мэра Эмили Поллард и новой Зелёной Стрелы, которая, как показывают зрителям, является сводной сестрой Оливера от предыдущих отношений Роберта Квина. Диггл и Лайла узнают, что Лучники что-то замышляют, и, не оповещая Команду Стрелы, навещают Диаса в тюрьме, чтобы попросить его о помощи. Во флэшфорвардах Дайна, Уильям и Зои разыскивают женщину, известную как Чёрная Звезда, которая была связана с планами Фелисити. Тем временем, на Земле-90, загадочная фигура заполучает древнюю книгу, уничтожив множество героев, и говорит Флэшу того мира, что все умрут из-за того, что он не преуспел. |            |                                                      |                    |                                                                      |                 |             |                     |
| 147 | 9          | «Elseworlds, Part 2» «Иные миры, часть 2»            | Джеймс Бэмфорд     | Сюжет : Кэролайн Дрис Телесценарий : Марк Гуггенхайм                 | 10 декабря 2018 | T27.13659   | 9,06                |
| См. первую часть в сериале «Флэш». Барри, Оливер и Кара отправляются в Готэм, который погряз в преступности и коррупции после исчезновения Бэтмена и Брюса Уэйна три года назад. Герои попадают в тюрьму, откуда их вызволяет Кейт Кейн — двоюродная сестра Брюса, которая также тайно является Бэтвумен. Им удаётся идентифицировать доктора Джона Дигана, и Кейт отправляет их в лечебницу «Аркхем». Тем временем в Стар-Сити прибывают Циско и Кейтлин, так как красные небеса и молнии переместились в этот город. Вместе с Фелисити и Кёртисом, они сооружают устройство для стабилизации межпространственной бреши, которая и вызвала эти феномены. Из бреши на мгновение появляется Флэш с Земли-90, который умоляет их забрать книгу. Циско перемещает себя, Кейтлин и Диггла в «Аркхем», где все шестеро героев ведут расследование. Оливер и Диггл обнаруживают Дигана, который объясняет, что совершил ошибку. На самом деле, он пытался сам стать Флэшем, но не справился с силой книги. Диган выпускает на свободу всех пациентов больницы, а сам скрывается. Пока герои пытаются совладать с психопатами, Каре удаётся заполучить книгу. Появляется Бэтвумен и требует, чтобы все покинули её город. Кара даёт Кейт знать, что знает её личность. Оливер и Фелисити примиряются. Открывается брешь, и из неё появляется Флэш с Земли-90, которого тоже зовут Барри Аллен. Он объясняет, что Мар Нову по-прозвищу «Монитор» перемещается с одной Земли на другую, и изменяет реальность, якобы чтобы подготовить этот мир к грядущему кризису. В городе появляется сам Монитор. Он признаёт, что герои Земли-1 — первые, кому удалось заполучить книгу. Затем он забирает книгу и возвращает её Дигану. Диган вновь меняет реальность. На этот раз, Барри и Оливер — обычные преступники, за которыми гонятся полицейские Рикардо Диас, Джо Уилсон и Малкольм Мерлин. Им удаётся сбежать, однако затем появляется Супермен в чёрном костюме. См. окончание в сериале «Супергёрл». |            |                                                      |                    |                                                                      |                 |             |                     |
| 148 | 10         | «My Name Is Emiko Queen» «Меня зовут Эмико Квин»     | Энди Армаганян     | Бенджамин Рааб и Дерик Хьюз                                          | 21 января 2019  | T27.13660   | 11,22               |
| Оливер начинает официально работать с полицией и обнаруживает следы крови новой Зелёной стрелы. Оливер относит кровь Фелисити, которая проводит анализ ДНК. Оливер узнаёт, что кровь принадлежит его сводной сестре Эмико. Оливер начинает сомневаться насчёт своего отца, ведь он даже не подозревал, что у того была ещё одна семья. Эмико нехотя соглашается на помощь Рене в поиске убийцы её матери. Рене убеждает её, что ей совсем необязательно заниматься этим в одиночку, и зовёт Кёртиса на помощь. Диас содержится в камере А.Р.Г.У.С. Дигглу приходит идея возродить программу «Призрак», и Диас становится первым «добровольцем», получившим имплантацию бомбы в шею. Эмико навещает могилу отца, где к ней подходит Оливер. Во флэшфорвардах Рене работает мэром Глейдс, так как этот район отделился от Стар-Сити. Дайна силой заставляет Рене помочь ей предотвратить уничтожение Стар-Сити. Позже, Рене встречается с человеком, вместе с которым он планирует уничтожить Стар-Сити и который виновен в смерти Фелисити. |            |                                                      |                    |                                                                      |                 |             |                     |
| 149 | 11         | «Past Sins» «Грехи прошлого»                         | Дэвид Рэмси        | Онали Хантер Хьюз и Тоня Конг                                        | 28 января 2019  | T27.13661   | 11,18               |
| Эмико не желает иметь ничего общего с Оливером, считая, что все Квины одинаковы. Оливер и Лорел дают интервью, после которого ведущего телешоу похищает неизвестный, который требует, чтобы Оливера уволили из полиции. Оливер догадывается, что похититель является сыном телохранителя его отца, которого Роберт застрелил на спасательном плоту после крушения яхты «Гамбит Квинов». Тот использует свои познания в электричестве, чтобы создать угрозу полицейскому участку, и требует, чтобы полиция застрелила Оливера. С помощью Дайны Оливер обезвреживает парня, а затем извиняется перед ним и даёт ещё одно интервью, в котором раскрывает правду о смерти телохранителя своего отца. Приходит Эмико и говорит, что ошибалась в брате. Лорел начинает получать угрозы от неизвестного лица. Она считает, что её преследует человек, который был виновен в гибели её отца и которого она убила своим криком на Земле-2. Фелисити узнаёт, что тот человек скончался по неизвестным причинам пять лет назад, а Дайна отправляет его двойника на Земле-1 в тюремное заключение. Тем временем Джон и Лайла вербуют головорезов для нового Отряда самоубийц — Рикардо Диаса, Джо Уилсона, Чайну Уайт и Кэрри Каттер (Купидона). Диасу удаётся сбежать, убить Кёртиса и предупредить Данте. Однако всё это оказывается имитацией в виртуальной реальности, которую подстроил Кёртис, чтобы узнать, как связаться с Данте. Кёртис больше не намерен слепо следовать приказам, однако и покидать А. Р.Г. У.С. тоже не собирается. |            |                                                      |                    |                                                                      |                 |             |                     |
| 150 | 12         | «Emerald Archer» «Изумрудный Стрелок»                | Глен Винтер        | Марк Гуггенхайм и Эмилио Ортега Олдрич                               | 4 февраля 2019  | T27.13662   | 11,17               |
| В Стар-Сити приезжает съёмочная группа, чтобы снять документальный фильм про линчевателей в масках. Они берут интервью у Оливера и других членов Команды Стрелы, а также наблюдают за полицией во время проведения расследования с участием Оливера. Во внимание Команды Стрелы попала деятельность Химеры — загадочного человека в экзокостюме, напавшего на Рене и на новую Зелёную Стрелу, избившего их и забравшего по элементу их экипировки. Команда понимает, что следующей целью Химеры будет Оливер, и решает поймать его «на живца» во время совместного выступления Зелёной Стрелы и мэра на пресс-конференции. Химера отчаянно дерётся, и Дайне, чтобы спасти мэра, приходится раскрыть перед ней, что она является метачеловеком и линчевателем. В итоге совместными усилиями всей Команды Химеру удаётся обезвредить и поймать. Мэр заявляет, что не собирается отменять Закон о линчевателях, однако зачисляет других членов Команды Стрелы в ряды консультантов полиции Стар-Сити (как и ранее Оливера), тем самым легализовав деятельность Команды. Оливер решает восстановить старую базу Команды, которую уничтожили люди Диаса. Тем временем Уильям возвращается в Стар-Сити якобы на каникулы, но Фелисити удаётся выяснить, что на самом деле он был отчислен из школы-интерната. Во флэшфорварде спустя много лет Чёрная Звезда и Коннор Хоук (приёмный сын Джона Диггла) смотрят документальный фильм и обсуждают, что он был запрещён, а все копии уничтожены. По подсказкам из фильма они находят место, где находилась база Команды Стрелы. |            |                                                      |                    |                                                                      |                 |             |                     |
| 151 | 13         | «Star City Slayer» «Маньяк Стар-Сити»                | Грегори Смит       | Бет Шварц и Джилл Бланкеншип                                         | 11 февраля 2019 | T27.13663   | 11,97               |
| Члены Команды Стрелы продолжают получать анонимные записки с угрозами. В то же время в городе найдено несколько убитых, которые перед смертью получали подобные записки. При помощи информации, полученной от главы полиции Централ-Сити капитана Сингха, Команда Стрелы находит дом, где обитает маньяк, ответственный за убийства. Им оказывается Стэнли Довер. Он нападает на Дайну и ранит её ножом в горло, но благодаря экспериментальному способу лечения, изобретённому Кёртисом, её жизнь удаётся спасти. Стэнли запускает в квартиру Оливера нервно-паралитический газ и рассказывает обездвиженным Оливеру, Фелисити и Уильяму о том, что он сделал со своей семьёй. Он пытается ударить ножом Фелисити, но Оливер, к которому частично возвращается возможность двигаться, оглушает его. Приезжают бабушка и дедушка Уильяма (родители Саманты), которые хотят забрать Уильяма в Централ-Сити, тот тоже хочет ехать с ними, Оливер противится, но под давлением Фелисити в конце концов соглашается. Тем временем Кёртис хочет уйти из А. Р.Г. У. С. Диггл и Лайла предлагают ему остаться и стать главой отдела научно-технических исследований, но, после раздумий, Кёртис всё же решает уйти. Во флэшфорвардах Уильям, Рой, Дайна и Зои приходят в разрушенную базу Команды Стрелы и попадают там в засаду Коннора Хоука и Чёрной Звезды. Чёрная Звезда допрашивает Уильяма, требуя рассказать коды к «Лучнику» (программе безопасности Глейдс), и говорит, что на самом деле Фелисити жива. Рою и Дайне удаётся освободиться, начинается драка, в ходе которой Уильяму удаётся обезоружить Чёрную Звезду. Та говорит, что её настоящее имя — Мия Смоук, она дочь Фелисити и сестра Уильяма. |            |                                                      |                    |                                                                      |                 |             |                     |
| 152 | 14         | «Brothers & Sisters» «Братья и сёстры»               | Маркус Стоукс      | Ребекка Белотто и Джин Вонг                                          | 4 марта 2019    | T27.13664   | 10,91               |
| Рене и Оливер решают помочь Эмико найти убийцу её матери. След приводит их к торговцу оружием, сделанным из того же сплава, что и пуля, убившая мать Эмико. Брат и сестра Квины ссорятся по поводу того, что делать с пойманным торговцем — действовать законными методами или методами линчевателей. Фелисити узнаёт, что она беременна, но решает пока не рассказывать об этом никому, даже Оливеру. Тем временем Диггл сообщает Оливеру и Фелисити, что Рикардо Диас вошёл в состав нового Отряда самоубийц. Фелисити крайне недовольна этим известием и решает убить Диаса при помощи Лорел. Во время первой миссии нового Отряда самоубийц удаётся перебить множество бандитов, но их главарь Вергилий, связанный с Данте, не хочет сдаваться и выбрасывается из окна. Лайлу собираются отправить в отставку с поста директора А. Р.Г. У.С., и она решает провести операцию по поимке Данте, чтобы её успех помог переубедить начальство. Оливер убеждает Фелисити отказаться от плана по убийству Диаса и помочь А. Р.Г. У.С. во время операции по поимке Данте. Всё идёт по плану, но неожиданно Диас отключает при помощи дефибриллятора бомбу внутри своей головы и переходит на сторону Данте, убивая агентов А. Р.Г. У. С. Диггл и Фелисити ловят Диаса, но Данте удаётся ускользнуть. Диггл берёт ответственность за провал операции на себя, чтобы предотвратить отставку Лайлы. Оливер и Эмико мирятся, но позже к ней приходит Данте — оказывается, что они старые друзья. Фелисити всё-таки сообщает Оливеру, что у них будет ребёнок. Неизвестный совершает покушение на Диаса в тюрьме, поливая его бензином и поджигая. Во флэшфорвардах выясняется, что Чёрная Звезда и Коннор Хоук не знали о настоящем происхождении друг друга. Они объединяются в команду с Уильямом, Роем, Дайной и Зои для поисков Фелисити, которая, по словам Мии, подстроила взрыв, чтобы её посчитали мёртвой, а сама прячется. Чёрная Звезда помогает брату собрать ещё одну комбинацию на кубике Рубика, который оставила Фелисити, тот открывается, и внутри они обнаруживают мини-аудиокассету. |            |                                                      |                    |                                                                      |                 |             |                     |
| 153 | 15         | «Training Day» «Тренировочный день»                  | Руба Надда         | Эмилио Ортега Олдрич и Ребекка Розенберг                             | 11 марта 2019   | T27.13665   | 11,08               |
| Команда Стрелы активно сотрудничает с полицией Стар-сити в расследовании нового столкновения бандитских группировок, после которого было найдено несколько трупов, убитых разрывными пулями с кислотой, разъедающей человека изнутри за 15 секунд. Линчеватели недовольны неэффективными методами работы полиции, но Оливер убеждает их согласиться. На встречу бандитов и продавцов пуль с кислотой члены команды приходят, одетые не в свои костюмы, а в полицейскую форму. Из-за этого операция проваливается, бандитам удаётся скрыться. После неудачи полиция отстраняет команду от расследования. Оливер решает действовать методами линчевателей и заставляет владельца фармацевтической компании (которая произвела пули с кислотой) признаться, но полиция отпускает того из-за недостатка доказательств. Команда Стрелы собирается на своей старой базе. Дайна после ранения шеи не может больше применять свои способности метачеловека, но всё равно продолжает выступать в роли Чёрной Канарейки. Линчеватели проводят поимку преступников своими методами, но затем передают всех задержанных полицейским. Команда Стрелы фактически становится «спецназом» полиции Стар-сити. Тем временем Бен Тёрнер зовёт Лорел в тюрьму Слэбсайд и сообщает ей, что Рикардо Диас был убит и что он знает, кто убийца. Лорел приводит к Тёрнеру на свидание его сына — по-видимому, будущего Коннора Хоука — и в обмен тот рассказывает, что убийца Диаса был одет как Зелёная Стрела, но это был не Оливер Квин. Лорел зовёт Эмико и обвиняет её в убийстве Диаса, но та отвечает, что Оливер поверит сестре, а не Чёрной Сирене. Оливер и Фелисити выбирают имя для будущей дочери — Мия. Во флэшфорвардах Уильям и Мия ищут на подпольном рынке плеер, на котором можно было бы прослушать мини-аудиокассету. Уильяму удаётся купить такой плеер, но у него сразу же крадут его. Обманув охрану нечестного продавца, брат и сестра возвращают плеер. Голос Фелисити на записи диктует координаты некоего места в Глейдс, советует передать их команде, а Мию и Уильяма просит уехать из Стар-сити. Они решают остаться. |            |                                                      |                    |                                                                      |                 |             |                     |
| 154 | 16         | «Star City 2040» «Стар-сити 2040 года»               | Джеймс Бэмфорд     | Бет Шварц и Оскар Бальдеррама                                        | 18 марта 2019   | T27.13666   | 11,03               |
| Во флэшфорвардах зрителям показывают историю взросления Мии Смоук — то, как она росла в доме в лесу за городом, обучаясь боевым искусствам и стрельбе из лука у Ниссы Аль Гул. Мия хотела поехать в Стар-сити, но Фелисити сказала ей, что это небезопасно, и запретила. Мать и дочь поссорились, когда Мия случайно обнаружила тайную комнату Фелисити, откуда та по интернету отслеживала преступную организацию в Глейдс. После ссоры Мия уехала в Стар-сити, а там сделала себе татуировку в виде чёрной звезды и взяла такое прозвище. В более поздних флэшфорвардах Уильям и Мия перелезают через стену, отделяющую Стар-сити от Глейдс. Они приходят по координатам, продиктованным Фелисити, и пытаются пройти в здание компании «Галактика 1» мимо охраны. У Мии возникают проблемы, но решить их помогает внезапно появившийся Коннор Хоук, который оказывается агентом организации «Ночной Дозор». Тем временем Дайна, Рой и Зои пытаются найти бомбы, размещённые по всему городу. К ним в убежище приходит Рене и пытается убедить их не искать бомбы, чтобы не мешать процессу преображения Стар-сити, который он собирается организовать совместно с Кевином Дейлом — главой компании «Галактика 1». Дайна говорит Рене, что «Галактика 1» на самом деле управляется террористами, но он не верит. Уильям, Мия и Коннор обманывают датчики ДНК на входе в тайное помещение в компании «Галактика 1», побеждают охрану и освобождают Фелисити, которая находится там в заключении. На дальнейшем пути к ним присоединяются Дайна, Рой и Зои. Команда встречает Рене, который наконец понял, что Дейл обманывал его насчёт плана эвакуации населения перед взрывами и присоединяется к ним. Во время карнавала команда выслеживает Дейла и нападает на него, чтобы уничтожить детонатор и предотвратить взрывы бомб по всему Стар-сити. Рене как мэр Глейдс объявляет награду в 10 миллионов долларов за головы линчевателей, напавших на карнавал — Роя, Дайны и Фелисити. Кевин показывает Рене приспособление, которое поможет им разобраться со всеми линчевателями. Фелисити и Мия мирятся. В настоящем времени Фелисити завершает создание программы безопасности «Лучник». |            |                                                      |                    |                                                                      |                 |             |                     |
| 155 | 17         | «Inheritance» «Наследие»                             | Патия Прути        | Сара Таркофф и Элизабет Ким                                          | 25 марта 2019   | T27.13667   | 11,01               |
| Лорел пытается проследить за Эмико, но та ранит её стрелой. Чёрная Сирена рассказывает Оливеру про возможную связь его сестры с убийством Диаса, он сам решает проследить за Эмико и становится свидетелем того, как она вместе с Данте и членами «Девятого круга» (тайной террористической организации) обкрадывают лабораторию «Палмер текнолоджис». Во время следующего проникновения «Девятого круга» на химический завод команда Стрелы отражает нападение. Эмико удаётся обмануть брата и пустить команду по ложному следу. В итоге команда Стрелы обнаруживает склад, откуда Данте собирается запустить 8 дронов с отравляющим газом, Оливеру удаётся сбить 7 из 8, но сестра мешает ему сбить последний. Оказывается, что это не реальная террористическая атака, а лишь репетиция (газ был распылён в заброшенном здании). Лорел испытывает сложности в деятельности прокурора: Дайна обвиняет её в смерти преступника, убитого после словесной перепалки с ней во время допроса, а также припоминает ей убийство Винсента Собела; Эмико вбрасывает прессе фотографию Лорел и Диаса. Тем временем Фелисити зовёт Алину, чтобы та помогла ей с настройкой новой программы безопасности «Лучник». Во время разговора Эмико и Данте становится понятно, что именно она является лидером «Девятого круга». Она предлагает использовать программу «Лучник» в интересах организации. Во флэшбеках Роберт Квин под давлением своей жены вынудил Эмико и её мать уехать. Позже она познакомилась с Данте, и тот стал её обучать. Перед отплытием «Гамбита Квинов» Роберт отказал дочери в поддержке в бизнесе, а она из-за этого не предупредила его о планах Малкольма Мерлина взорвать яхту во время плавания (которые стали ей известны благодаря Данте). |            |                                                      |                    |                                                                      |                 |             |                     |
| 156 | 18         | «Lost Canary» «Потерянная Канарейка»                 | Кристин Уинделл    | Джилл Бланкеншип и Элиза Дэлсон                                      | 15 апреля 2019  | T27.13668   | 10,73               |
| Лишённая после скандала должности прокурора Лорел возвращается к образу и деятельности Чёрной Сирены. Фелисити находит доказательства того, что убийство преступника, в котором Дайна обвинила Лорел, на самом деле совершила Эмико, но это ничего не меняет. Используя информацию, накопленную за время работы прокурором, Лорел вместе с сообщницей по кличке Теневой Вор проводят серию ограблений. Во время очередного ограбления с ними вступают в бой Дайна и Сара Лэнс, которую вызвала Фелисити. После нескольких неудачных попыток девушкам всё-таки удаётся переубедить Лорел вернуться на сторону закона. Канарейки и Фелисити побеждают Теневого Вора и её сообщников. Лорел решает вернуться на Землю-2 и исправить там все свои старые ошибки. Перед отъездом Фелисити дарит ей костюм Чёрной Канарейки Лорел Лэнс с Земли-1. Тем временем Оливер и Диггл идут по следу убийцы матери Эмико и ловят одного из Лучников. Тот рассказывает, что инструкции об убийстве ему передали через чип внутри старинной монеты, а гонорар перевели на швейцарский счёт. По этим признакам Оливер делает вывод, что заказчиком убийства был Данте. Во флэшфорвардах Мию и Зои пытается выследить охотник за головами, экипированный новейшим оборудованием от компании «Галактика 1» — часть программы «Лучник». Девушкам удаётся ускользнуть, но многие другие канарейки оказываются пойманы и уничтожены. Мия недовольна тем, что Фелисити и Дайна не хотят выйти и дать открытый бой «Галактике 1». Она в одиночку нападает на охотника за головами от «Лучника», но тот побеждает и почти убивает её. В последний момент Мию спасает внезапно появившаяся Чёрная Канарейка Лорел Лэнс. |            |                                                      |                    |                                                                      |                 |             |                     |
| 157 | 19         | «Spartan» «Спартанец»                                | Эви Йобиан         | Бенджамин Рааб и Дерик Хьюз                                          | 22 апреля 2019  | T27.13669   | 10,70               |
| Оливер и Диггл пытаются поймать Вергилия, но тому удаётся ускользнуть, зато в руки команды Стрелы попадает электронное устройство, которое может помочь им выйти на «Девятый круг». Джон обращается за помощью к своему отчиму, генералу разведки Рою Стюарту, но тот отказывается предоставить нужную информацию. Вергилий и его люди нападают на Фелисити и Алину. Посланные генералом Стюартом солдаты спасают девушек, но Вергилию удаётся украсть «Лучник» и скрыться. Команда Стрелы и разведка объединяются, чтобы противостоять «Девятому кругу». Данте удаётся отвлечь большую часть команды на ложную цель, а тем временем захватить Джона и его отчима. Он подвергает пленников пыткам, требуя от генерала сказать код к проекту «Сигнус Икс 1». Чтобы прекратить мучения приёмного сына генерал говорит Данте код. Пленникам удаётся сбежать. Команда Стрелы узнаёт, что проект «Сигнус Икс 1» — это биологическое оружие. Фелисити с Алиной определяют место нахождения проекта, а генерал, по просьбе Джона, предоставляет команде Стрелы возможность остановить «Девятый круг» без участия разведки. В итоге Данте захватывает «Сигнус Икс 1», но Оливер сообщает сестре правду про убийство её матери. Узнавший правду о смерти своего отца Диггл мирится с отчимом. Фелисити уничтожает «Лучник», осознав всю его потенциальную опасность, но Алина успевает сохранить код программы. Эмико убивает Данте, отомстив за смерть матери. Во флэшфорвардах Фелисити пытается извлечь данные из шлема охотника за головами от «Лучника». Мия и Коннор отправляются на территорию Дэфстроука за недостающим элементом (модульным блоком «Галактика 1») и прибегают к помощи брата Коннора Джей Джея — Джона Диггла-младшего. Им удаётся заполучить блок, но затем на них нападают люди Джей Джея и приходится убегать. Полученные из анализа шлема данные говорят, что у «Галактики 1» есть целая армия охотников за головами, экипированных таким оборудованием. |            |                                                      |                    |                                                                      |                 |             |                     |
| 158 | 20         | «Confessions» «Признания»                            | Тара Миель         | Онали Хантер Хьюз и Эмилио Ортега Олдрич                             | 29 апреля 2019  | T27.13670   | 11,15               |
| Полиция Стар-Сити расследует двойное убийство и допрашивает членов Команды Стрелы: Оливера, Фелисити, Диггла, Рене и вернувшегося в город Роя Харпера. На допросах линчеватели рассказывают о событиях последних трёх дней — о том, как они остановили террористическую атаку «Девятого круга» с применением биологического оружия, а Эмико Квин убила двоих полицейских. В итоге мэр верит в эту версию событий и распоряжается отпустить Оливера и остальных и продолжить сотрудничество линчевателей и полиции. Но оказывается, что на самом деле полицейских жестоко убил Рой, а остальные члены Команды Стрелы (включая Дайну, которая вела расследование) врали на допросах, чтобы его защитить. Выясняется, что Рой погиб в схватке с Гильдией Танатоса, а после этого Тея и Нисса использовали Яму Лазаря, чтобы его воскресить, но в качестве побочного эффекта от воскрешения он стал испытывать жажду крови. Команда отправляется на заброшенный склад, где была замечена Эмико. В разговоре с братом она говорит, что отправила в полицию записи с камер наблюдения, изобличающие Роя в убийстве полицейских, а также признаётся, что знала о планах Мерлина взорвать яхту Квинов, но не сделала ничего, чтобы спасти отца. В конце разговора Эмико взрывает здание, и Оливер оказывается под завалами. |            |                                                      |                    |                                                                      |                 |             |                     |
| 159 | 21         | «Living Proof» «Живое доказательство»                | Гордон Верхойл     | Оскар Бальдеррама и Сара Таркофф                                     | 6 мая 2019      | T27.13671   | 11,64               |
| Члены Команды Стрелы выбираются из-под завалов на взорванном складе. Полиция получает видеозапись того, как Рой Харпер убил полицейских, и решает арестовать линчевателей. Фелисити и Алине удаётся избежать ареста, оглушив полицейских при помощи защитной системы. Лёжа под завалами, Оливер общается с галлюцинацией в виде своего давно погибшего друга Томми Мерлина, а тем временем остальные члены Команды обезвреживают генератор, чтобы не допустить повторного взрыва всего здания. В дальнейших галлюцинациях Оливер убивает Эмико, но перед смертью она говорит, что позаботилась о том, чтобы семья Оливера погибла, а затем он видит смерть остальных линчевателей. В реальности Эмико проникает в бункер Команды Стрелы и хочет убить Фелисити, но передумывает, когда та говорит, что беременна. Оливер очнулся и был извлечён из-под завалов другими членами Команды, после чего они все вместе отправляются помочь отразить нападение Эмико и её людей на полицейский участок. В итоге Оливер не может убить сестру, она ускользает, а Команду Стрелы арестовывает полиция. Во флэшфорвардах Фелисити решает уничтожить программу «Лучник», чтобы остановить Кевина Дейла и «Галактику 1». Мия советует брату потребовать у матери ответов. Уильям приходит на встречу с Кевином Дейлом и Рене, чтобы похитить нужную информацию, но Дейл раскрывает обман и его люди пленят Уильяма и Рене. Для уничтожения «Лучника» Фелисити обращается за помощью к Алине, которая много лет назад передала эту программу «Галактике 1». Наёмники «Галактики 1» проникают в бункер линчевателей. |            |                                                      |                    |                                                                      |                 |             |                     |
| 160 | 22         | «You Have Saved This City» «Ты спас этот город»      | Джеймс Бэмфорд     | Бет Шварц и Ребекка Белотто                                          | 13 мая 2019     | T27.13672   | 11,99               |
| Полиция пытается арестовать Команду Стрелы, но линчевателям удаётся убежать, и теперь они оказываются вне закона. Они пытаются выследить Эмико, в чём им помогают вернувшиеся в город Кёртис и Лорел. Команда пытается спасти жителей от террористической атаки с применением биологического оружия, которую организовал «Девятый круг», к ним также присоединяется Бен Тёрнер. Оливер сбивает замораживающими стрелами дроны, распыляющие газ, но несколько горожан успевает погибнуть, и молва обвиняет в теракте Команду Стрелы. Линчеватели узнают, что Эмико собирает провести повторную атаку и приходят в здание Палмер Текнолоджис (бывшей Квин Консолидейтид - семейной компании Квинов), чтобы остановить её. Посреди боя полицейские присоединяются к ним и помогают победить наёмников «Девятого круга». Оливер пытается переубедить сестру прекратить сражаться с ним. Брат и сестра Куины дерутся вместе против наёмников «Девятого круга», которые перестали подчиняться Эмико. Эмико умирает от ран, которые ей нанесла новая глава «Девятого круга» Беатрис, но перед смертью примиряется с Оливером и говорит ему, что он должен защитить Фелисити и ребёнка. Команда Стрелы в очередной раз спасла Стар-Сити, и её члены разъезжаются из города. Оливер и Фелисити переезжают в дом в сельской местности (тот самый, где позднее родится и вырастет Мия). Через некоторое время после рождения Мии они обсуждают, что нужно вернуть в семью Уильяма, но в этот момент приходит Мар Нову и требует от Оливера выполнения обещания, которое тот дал во время кроссовера ради спасения жизней Флэша и Супергёрл. Во флэшфорвардах Фелисити, Мие, Алине, Рою и Дайне при помощи Коннора удаётся отбиться от наёмников «Галактики 1», экипированных новейшим оборудованием от компании «Галактика 1» — частью программы «Лучник». Тем временем Зои освобождает Рене и Уильяма. Фелисити наконец-то решается отправить детей на рискованное задание. Мия пользуется тем, что её ДНК нет в базе данных «Лучника», и загружает созданный Уильямом вирус, чтобы уничтожить «Лучник», но программа только перезагружается. Тогда Мия взрывает стену, отделяющую Стар-Сити от Глейдс, чтобы физически уничтожить «Лучник», и успевает сбежать до взрыва. Фелисити, Рой и Дайна решают взять на себя вину за взрыв и залечь на дно, уступив место молодому поколению линчевателей (Мие, Уильяму, Зои и Коннору). Фелисити говорит детям, что она больше не нужна им, и прощается с ними рядом с могилой Оливера, а потом отправляется вместе с Мар Нову «туда, откуда нельзя вернуться». |            |                                                      |                    |                                                                      |                 |             |                     |